# Комиссия Огустина
Комиссия Огустина — специальная комиссия для изучения состояния дел в области пилотируемых космических полётов, проводимых НАСА.

Лого комиссии.

Комиссия (Review of U.S. Human Space Flight Plans Committee) была создана 1 июня 2009 года. Главой комиссии был назначен бывший директор компании Lockheed Martin Норман Огустин (Norman Augustine). В задачи комиссии входило рассмотрение планов по прекращению полётов шаттлов, завершение работ с Международной космической станцией (МКС), возвращение на Луну, а также возможные альтернативные направления развития пилотируемой космонавтики.

## Работа комиссии
Работа комиссии была открытой. Комиссия провела несколько открытых обсуждений различных аспектов пилотируемых полётов и финансирования космической деятельности.
Комиссия должна была рассмотреть следующие проблемы:
- Возможность продолжения полётов многоразовых кораблей шаттл после 2010 года;
- Продление эксплуатации МКС после 2015 года;
- Состояние работ по программе «Созвездие»;
  - Перспективы и сроки создания нового пилотируемого космического корабля «Орион» и ракеты-носителя для него «Арес I»;
  - Создание тяжёлой ракеты-носителя «Арес V» и лунного модуля «Альтаир»;
- Цели пилотируемых космических полётов: околоземная орбита, полёт на Луну и создание базы на Луне, полёты к астероидам, полёт на Марс;
- Финансирование программы пилотируемых полётов.

Рекомендации должны были быть представлены к концу августа 2009 года.

## Предварительный отчет
8 сентября 2009 года комиссия Огустина представила предварительные результаты своей работы.
В предварительном отчете (полный отчёт комиссии всё ещё не готов) комиссии нет никаких рекомендаций для дальнейшего развития пилотируемой космонавтики США. Вместо рекомендаций комиссия составила список из пяти возможных вариантов развития.
{{}}
Комиссия предлагает заменить нацеленность планов НАСА на строительство базы на Луне на более гибкое планирование различных возможных вариантов от полётов к Луне до полётов на спутники Марса и непосредственный полёт на Марс.
Главный вывод комиссии состоит в том, что без существенного увеличения бюджета, НАСА не сможет реализовать все свои планы.
Варианты, рассмотренные комиссией:
- 1. (Бюджет остаётся таким, какой есть в настоящий момент) Шаттлы прекращают полёты в 2010 году, МКС прекращает существование в 2015 году. Будет создана ракета-носитель «Арес I» и корабль «Орион» для полётов на околоземную орбиту. Из-за недостаточного финансирования, создание тяжелой ракеты «Арес V» откладывается на конец 2020-х годов, а лунного модуля и лунной базы — на 2030-е годы. Если финансирование НАСА останется на нынешнем уровне, то создание «Ориона» и «Арес I» будет возможно только в том случае, если эксплуатация МКС не будет продолжена после 2015 года. Комиссия считает, что в этом варианте возвращение на Луну может состояться не ранее 2030-х годов.

- 2. (Бюджет остаётся таким, какой есть в настоящий момент) Шаттлы прекращают полёты в 2011 году, но МКС продолжает работать до 2020 года. Отказ от создания ракеты «Арес I». НАСА перепоручает создание новой ракеты-носителя частным компаниям. В этом случае создание тяжелой ракеты «Арес V» отодвигается на 2020-е годы, и нет денег на разработку и создание лунного модуля и на все, что связано с созданием базы на Луне.

Три варианта с увеличением бюджета НАСА на 3 млрд и в дальнейшем рост бюджета на 2,4 %:
- 3. В этом случае НАСА продолжает работы по программе «Созвездие». Шаттлы прекращают полёты в начале 2011 года, но нет денег для продления жизни станции после 2015 года. В этом случае возможно выполнение программы «Созвездие». Но система «Арес I»/«Орион» будут готовы к полётам не ранее 2017 года. Возвращение на Луну не ранее середины 2020-х годов.

- 4. (Луна прежде всего) Продление жизни станции до 2020 года и развитие лунной программы. Это возможно, если операции на околоземной орбите передать частным компаниям.
  - 4а. Для полёта на Луну предлагается прекратить полёты шаттлов и создавать тяжелую ракету «Арес V»
  - 4б. Продлить полёты шаттлов до 2015 года, а тяжелые грузы для полёта на Луну выводить с помощью системы, основанной на технологии «Спейс шаттл». В обоих случаях полёты на Луну станут возможными не ранее середины 2020-х годов.

- 5. (Гибкий путь) (предпочтительный вариант для комиссии) Дальние перспективы развития исследования солнечной системы в длительных полётах к различным объектам солнечной системы (например, в точку Лагранжа): от Луны до спутников Марса. То есть от полёта на Луну до полёта на Марс. Создание «Арес V», или носителя на основе технологии «Спейс шаттл». Этот сценарий подразумевает: прекращение полётов шаттлов, отказ от продолжения эксплуатации МКС и привлечение к совместной работе частные компании.

Выводы:
- Полёты дальше земной орбиты невозможны при нынешнем финансировании.
- Это возможно только при увеличении бюджета НАСА минимум на 3 млрд.
- Разрыв между окончанием полётов шаттлов и первым полётом «Ориона» будет составлять минимум 7 лет.
- Разработка и создание тяжелой ракеты будет возможна, если для операций на околоземной орбиты будут привлечены частные компании.

Полный и окончательный отчет комиссии будет представлен к концу сентября. В октябре месяце администрация Президента Обамы должна будет принять решение о развитии пилотируемой космонавтики США.

## Заключительный отчет
21 октября 2009 года был опубликован заключительный отчет комиссии Огустина.
В отчете подчеркивается, что комиссия не даёт рекомендаций, она только рассматривает возможные варианты развития программы пилотируемых полётов.
Согласно планам НАСА первый полёт корабля «Орион» должен состояться в 2015 году. Однако, комиссия Огустина считает, что «Орион» полетит не ранее 2017 года, и это слишком поздно, чтобы обеспечить больше, чем просто символическую поддержку операций с Международной космической станцией. Это означает, что вплоть до 2017 года НАСА будет вынуждена покупать места в российских кораблях «Союз» для своих астронавтов. Цена каждого места составляет около 50 миллионов долларов.
Комиссия не против разработки ракеты «Арес I», но с учетом финансовых возможностей в настоящее время, «Арес I» это не самое оптимальное решение. В своё время комбинация «Арес I» и «Арес V» было оптимальным решением, но в настоящее время изменилась ситуация с финансированием. «Орион» не эффективно использовать в качестве транспортного корабля для доставки экипажа на МКС и обратно, «Орион» разрабатывается как корабль, способный летать до Луны и далее, и эти его способности не обязательны для полётов на МКС. Для полётов на МКС можно было бы использовать более простой и дешевый аппарат.
Комиссия рассматривает, как предпочтительный, вариант привлечения коммерческих предприятий для полётов на околоземную орбиту, а НАСА в то же время должна сконцентрировать усилия на развитии техники для полётов за пределы земной орбиты. В сотрудничестве с коммерческими предприятиями мог бы быть создан более простой и более дешевый корабль для операций на околоземной орбите. Отмечается, что в этом варианте НАСА уже в начале 20-х годов сможет осуществить полет к Луне или полёт к Марсу или одному из его спутников.
Комиссия считает, что без дополнительных 3 миллиардов долларов в год НАСА не сможет обеспечить разработку и создание техники, необходимой для космических полётов далее околоземной орбиты (полёты на Луну и далее до Марса). Комиссия считает, что при текущем уровне финансирования и заявленных сроках выполнение программы «Созвездие» хотя и возможно, но затянется на очень длительное время, так что цели, поставленные в этой программе, станут неактуальными.

## Решение по результатам работы комиссии Огустина

### Встреча Барака Обамы и Чарльза Болдена
16 декабря 2009 года в Белом доме состоялась встреча Президента США Барака Обамы и директора НАСА Чарльза Болдена. Обама и Болден обсуждали перспективы развития пилотируемой космической программы США и результаты работы комиссии Огустина. Барак Обама и его администрация всё ещё не приняли окончательного решения о направлении развития пилотируемых космических полётов США. Официальный представитель Белого дома заявил, что встреча Обамы с Болденом носила информационный характер. По сообщениям журнала Американской ассоциации содействия развитию науки Science, Обама предполагает ассигновать дополнительные 1 млрд долларов в бюджет НАСА 2011 года для работ по созданию тяжелой ракеты-носителя («Арес V»). Согласно докладу комиссии Огустина, для успешного продолжения программы «Созвездие» необходимо увеличение бюджете НАСА на 3 млрд долларов. Возможно, в администрации Обамы предпочитают вариант, когда пилотируемые полеты на околоземную орбиту и МКС будут переданы частным предприятиям, а НАСА должно отказаться от создания ракеты «Арес I» и сосредоточиться на второй части программы «Созвездие» — создание тяжелой ракеты-носителя для полётов на Луну и далее на Марс или его спутники, или на астероиды. В настоящее время в НАСА прорабатываются два варианта тяжелой ракеты: «Арес V» и вариант на основе технологии «Спейс шаттл». В этом варианте, предполагается привлечение к программе полётов на Луну космических агентств Японии, Европы и Канады, которые могли бы взять на себя разработку лунного модуля и отсеков будущей лунной базы, при этом НАСА может сэкономить много денег.
Когда будет принято окончательное решение по пилотируемой космической программе США, пока не определено. Это может случиться и через неделю, и в январе, и к 1 февраля, когда должно будет подготовлено бюджетное послание на 2011 год.

### Доклад группы по безопасности космических полётов
15 января 2010 Консультативная группа по безопасности космических полётов (Aerospace Safety Advisory Panel, ASAP) опубликовала свой ежегодный отчет. В эту группу входят независимые эксперты, которые, по поручению  Конгресса США, оценивают степень безопасности космических полётов.
В отчете высказана поддержка, с точки зрения безопасности космических полётов, продолжению работ по программе «Созвездие». Отказ от создания ракеты «Арес I», и перепоручение создания пилотируемого космического корабля и ракеты-носителя для полётов на околоземную орбиту коммерческим компаниям, в настоящее время - неприемлемо. Коммерческие компании не имеют опыта организации пилотируемых космических полётов и не удовлетворяют требованиям, предъявляемых к безопасности пилотируемых космических кораблей.
Отказ от продолжения разработки ракеты «Арес I», без какой-то очевидной альтернативы и без доказательства рентабельности – неблагоразумно.
В отчете также говорится о том, что продолжение полётов шаттлов далее 2010 года без огромных затрат на их модернизацию, не соответствует критериям безопасности пилотируемых космических полётов.
Отчет группы по безопасности направлен директору НАСА Чарльзу Болдену, вице-президенту США Джозефу Байдену и спикеру Конгресса США Нэнси Пелоси.
До вступления в должность директора НАСА в июле 2009 года, Чарльз Болден был членом группы по безопасности космических полётов.

### Коммерческие компании
Две компании SpaceX и Orbital по контракту с НАСА, в рамках программы Commercial Orbital Transportation Services, разрабатывают грузовые космические корабли, предназначенные для снабжения Международной космической станции. Компания Space Exploration Technologies Corporation (SpaceX) создаёт ракету-носитель «Фалькон-9» (Falkon 9) и космический корабль «Дракон» (Dragon). Компания Orbital Sciences Corporation (Orbital) создаёт ракету-носитель «Таурус II» (Taurus II) и космический корабль «Сигнус» (Cygnus). Оба корабля и «Дракон», и «Сигнус» в 2011 году должны начать доставлять грузы на МКС. В общей сложности, НАСА планирует 12 полётов кораблей «Дракон» и 8 полётов кораблей «Сигнус».
Обе компании предполагают в дальнейшем преобразовать грузовые корабли «Дракон» и «Сигнус» в пилотируемые. Обе компании заявляют о своей готовности к разработке пилотируемых космических кораблей и к доставке астронавтов на МКС и с МКС обратно на землю. Представители компании SpaceX говорят, что система «Фалькон-9» — «Дракон» разрабатывалась с перспективой для пилотируемых космических полётов.
Вице президентами компаний SpaceX и Orbital являются бывшие астронавты НАСА Кен Бауэрсокс и Фрэнк Калбертсон, соответственно. Деятельность Бауэрсокса и Калбертсона в своих компаниях связана именно с перспективными пилотируемыми космическими полётами .
19 января 2010 года Элон Маск соучредитель и руководитель компании SpaceX, заявил, что система «Фалькон-9» — «Дракон» разрабатывалась с учётом всех требований НАСА по безопасности пилотируемых космических полётов. В ответ на высказанные в годовом отчёте группы по безопасности космических полётов сомнений относительно обеспечения безопасности космических полётов, проводимых коммерческими компаниями, Элон Маск сказал: «Я потерял большую долю уважения к группе по безопасности космических полётов. Если они говорят такие вещи, то они должны быть основаны на достоверных данных, а не на случайных спекуляциях. Они не экзаменовали нашу технику. Они понятия не имеют о наших возможностях» .
Член комиссии Огустина, бывший астронавт НАСА Лерой Чиао сказал, что комиссия не рассматривала критерии безопасности пилотируемых космических полётов для коммерческих компаний.

### Бюджет 2011 года
1 февраля Президент США Барак Обама передал в Конгресс проект бюджета на 2011 год (финансовый год в США начинается 1 октября)
.  Основываясь на выводах комиссии Огустина, Президент Обама предлагает оказаться от программы «Созвездие», то есть отказаться от возвращения на Луну. Начиная с 2004 года, когда бывший Президент США Джордж Буш объявил новую стратегию США в космосе, предусматривавшую, в рамках программы «Созвездие», создание ракет-носителей «Арес I» и «Арес V», нового пилотируемого космического корабля «Орион», лунного модуля «Альтаир», НАСА израсходовало почти 9 миллиардов долларов. В бюджете на 2011 и на 2012 годы выделяются ещё 2,5 миллиарда на сворачивание программы «Созвездие». 
В обосновании отказа от программы «Созвездие» говорится: «Проанализировав множество критериев, независимая группа экспертов (комиссия Огустина), пришла к выводу, что, даже в случае беспроблемного финансирования, повторение достигнутого в пятидесятилетней давности программе «Аполлон», было наименее привлекательным подходом к исследованию космоса по сравнению с потенциальными альтернативными проектами».
Предполагается, что по сравнению с бюджетом 2010 года, бюджет НАСА в течение пяти лет (2011 — 2015) будет увеличен в общей сложности на 6 миллиардов долларов, в течение этих пяти лет бюджет НАСА  составит более 100 миллиардов долларов.
Основные направления деятельности НАСА в предстоящие годы:
- Развитие передовых технологий и демонстрация новых подходов к исследованию космоса;
- Развитие роботизированных космических систем, которые будут выполнять миссию предшественников в солнечной системе;
- Разработка тяжёлых ракет-носителей и технологии двигателей;
- Коммерциализация космической деятельности в США;
- Модернизация Космического центра Кеннеди после прекращения полётов шаттлов;
- Продление срока эксплуатации Международной космической станции и расширение прикладных исследований на ней;
- Развитие НАСА и его центров;
- Ускорение изучения изменения климата и создание спутников наблюдения;
- Следующее поколение авиации, наносящей наименьший ущерб природе («зелёная авиация»);
- Образование.

Из бюджета неясно, какие конкретные задачи будут поставлены перед НАСА. Возможно, всё-таки полёт на луну в рамках «гибкого пути развития» (Flexible Path, FlexPath), предлагаемого комиссией Огустина. 
На период с 2011 по 2015 годы НАСА выделяется 7,8 миллиардов долларов на перспективные технологии, 3,1 миллиардов на развитие новых систем двигателей и 3 миллиарда на создание роботизированных систем, которые будут проводить исследования в космосе, предшествуя полётам астронавтов.
В бюджете на 2010 год выделяются 463 миллиона долларов на работы связанные с продлением эксплуатации Международной космической станции до 2020 года. Предполагается выделить 2 миллиарда долларов на эксплуатацию МКС в 2016 — 2020 годы.
На 2011 год выделяется 312 миллионов долларов на развитие коммерческих грузовых кораблей. На период с 2011 до 2015 годы предполагается выделить 5,8 миллиардов коммерческим предприятиям для создания пилотируемых космических кораблей.
Предложенный Президентом Обамой бюджет — это ещё не окончательное решение. Бюджет должен быть одобрен Конгрессом США.
В Конгрессе имеются сторонники программы «Созвездие». Сенатор республиканец от штата Алабама Ричард Шелби (Richard Shelby) говорит, что предложенный Президентом Обамой бюджет означает начало пути, ведущего к смерти американской пилотируемой космонавтики. «Мы не должны продолжать нянчиться с людьми, которые занимаются ракетостроением как хобби, и которые утверждают, что они смогут быстрее и дешевле осуществить пилотируемые полёты, чем это предусмотрено в программе „Созвездие“», говорит сенатор Шелби.
Сенатор демократ от штата Флорида Билл Нелсон (Bill Nelson) говорит, что в проекте, предложенного бюджета, заложен риск потери лидерства США перед Россией и Китаем.